# Сент Џозеф (Минесота)
Сент Џозеф (енгл. St. Joseph) град је у америчкој савезној држави Минесота.

## Демографија
По попису из 2010. године број становника је 6.534, што је 1.853 (39,6%) становника више него 2000. године.
| Група             | 2000.         | 2010.         |
| Белци             | 4.491 (95,9%) | 6.067 (92,9%) |
| Афроамериканци    | 47 (1,0%)     | 74 (1,1%)     |
| Азијати           | 46 (1,0%)     | 157 (2,4%)    |
| Хиспаноамериканци | 57 (1,2%)     | 122 (1,9%)    |
| Укупно            | 4.681         | 6.534         |